# Oncidium ornithorynchum
O  Oncidium ornithorynchum  é uma espécie de orquídeas do gênero Oncidium, também chamado de dama dançante, da subfamília Epidendroideae da família das Orquidáceas.

## Significado do nome científico
"Oncidium" do latim = "inchaço", "tubérculo", "tumor".
 
"ornithorynchum" por causa de sua parecença com pássaros em pleno voo.

## Habitat
Esta espécie é nativa do México e da América Central. Esta Orquídea cresce sobre árvores. Áreas de clima úmido de montanha em altitudes de 1200 a 1800 metros.

## Descrição
O Oncidium ornithorhyncum é uma orquídea epífita e ocasionalmente rupícola com pseudobolbos cilíndricos achatados lateralmente, de que saem apicalmente duas folhas coriáceas estreitas oblongo linguladas, as basais curvadas ou pêndulas. Em seu centro emergem duas hastes florais de numerosas e diminutas flores. Florescem na primavera e no outono. Possui uma haste floral paniculada.

Flores muito perfumadas de racemo médio pela manhã, de cor púrpura com manchas amarelas na coluna.   

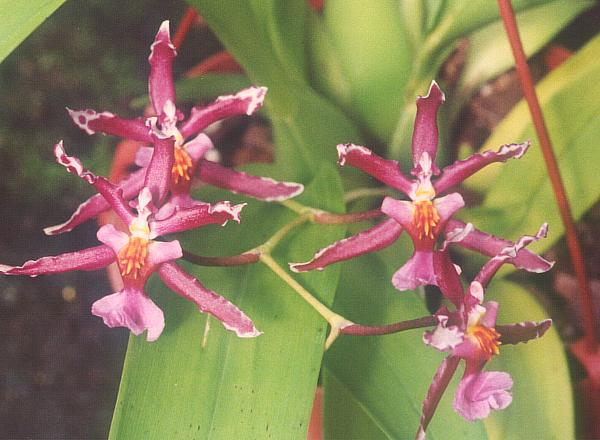
Haste floral de Oncidium ornithorynchum.

## Cultivo
Tem preferência por alta luminosidade ou com sombra moderada. Para cultivar, deve-se plantar em um tronco com a base reta não muito larga, para que se possa manter em pé e colocar a orquídea amarrada a um tutor virado para o leste.
Pode-se plantar no exterior como os Cymbidiums para estimular a floração. No inverno, manter o substrato seco com poucas regas. Florescem no Outono e na primavera.